# Schizoglossum hilliardiae
Schizoglossum hilliardiae är en oleanderväxtart som beskrevs av F.K. Kupicha. Schizoglossum hilliardiae ingår i släktet Schizoglossum och familjen oleanderväxter. Inga underarter finns listade i Catalogue of Life.